# LG 옵티머스 블랙
LG 옵티머스 블랙(LG Optimus Black, LG P970)은 LG전자가 2011년 3월에 출시한 안드로이드 스마트폰이다.

## 디스플레이
출시하였을 당시 현존하는 스마트폰 중 가장 밝은 700 nit(cd/m²)의 밝기의 노바 IPS LCD를 탑재하였다.

## 안드로이드2.2.1 프로용
옵티머스 블랙은 2.2.1 프로용를 탑재하여 출시했다.

## 커스텀 롬
2014.1.21 기준
CM7.2 2.3.7 GWK74 (비공식 개발)
CM9 4.0.3 IML74K (비공식 개발)
CM9.1 4.0.4 IMM76I (비공식 개발)
CM10 4.1.2 JZO54K
CM10.1 4.2.2 JDQ39E
CM10.2 4.3.1 JLS36I (비공식 개발)
CM11 4.4.2 KOT49H (비공식 개발)

## 기능

### Q 메모
Q메모를 어느화면에서나 보며 이중플레이 할 수 있는 겹쳐사용하기 모드를 사용하면 Q메모를 보면서 다른 애플리케이션을 동시에 사용할 수 있다.
4.0.4 아이스크림 샌드위치 업그레이드와 함께 추가된 기능이다.

## 색상
- 블랙
- 화이트

## 같이 보기
- 스마트폰